# 馬絹古墳
馬絹古墳（まぎぬこふん）は、神奈川県川崎市宮前区馬絹にある古墳。形状は円墳。神奈川県指定史跡に指定されている。特殊な構造の石室に壁画が確認されている。

## 概要
馬絹地区の丘陵南斜面に立地し、幅3.5メートルの周溝が南東部を除き墳裾を巡る。
主体部は南南東に開口する、泥岩の切石切組積み中心（一部五目積み）の両袖型玄門付横穴式石室である。全長9.6メートル、玄室長約3メートル、幅約3メートル、高さ約3メートルを測り、羨道部の構造は通常のものと異なり、柱石を用いて3区分されている。このような石室は東京都北大谷古墳等で確認されている。またもっとも重要な奥室の規模が、縦・横・高さとも約3メートルである点から、1尺が29.6センチメートルの唐尺で設計されたものと考えられる。長さは、奥2.64メートル、中央1.5メートル、前1.5メートルを測る。玄室奥壁には高さ2.2メートル、幅1～1.6メートルの一枚石を置いている。玄室平面形は正方形であるが、上方に昇るにつれ、胴張り状をなし、天井石は円形になっていて、側壁の持送りが著しい。
石室内は、1971年（昭和46年）の発掘調査時点ですでに盗掘を受けていたので、副葬遺物等はわからない。しかし、木棺に打ちつけたと思われる鉄釘が、奥室部を中心に79点も発見されている。この数量と発見位置から推測して、木棺は複数個であったものと思われる。
石室の側壁石の接合面には白色粘土が塗られ、玄室奥壁と左側壁に白色粘土で円形文と判然としない文様が認められた。
築造年代については7世紀中頃と推定される。

## 文化財

### 神奈川県指定文化財
- 史跡
  - 馬絹古墳 - 1971年（昭和46年）12月21日指定[3]。

## 参考図書
- 大塚初重、小林三郎、熊野正也『日本古墳大辞典』東京堂出版、1989年9月、531頁。